# غالين ويستون
غالين ويستون هو رائد أعمال كندي، ولد في 29 أكتوبر 1940 في مارلو ‏ في المملكة المتحدة وتوفي في 12 أبريل 2021.